# Promi Big Brother
Promi Big Brother ist eine deutsche Reality-Show, die seit September 2013 vom Fernsehsender Sat.1 ausgestrahlt wird. Vorbild ist das aus dem Vereinigten Königreich stammende Fernsehformat Celebrity Big Brother. Dieses basiert auf dem Grundkonzept der Fernsehshow Big Brother, deren deutscher Ableger 2000 erstmals ausgestrahlt wurde.
Die bisherigen Gewinner von Promi Big Brother sind Jenny Elvers (2013), Aaron Troschke (2014), David Odonkor (2015), Ben Tewaag (2016), Jens Hilbert (2017), Silvia Wollny (2018), Janine Pink (2019), Werner Hansch (2020), Melanie Müller (2021), Rainer Gottwald (2022), Yeliz Koç (2023) und Leyla Lahouar (2024).

## Konzept

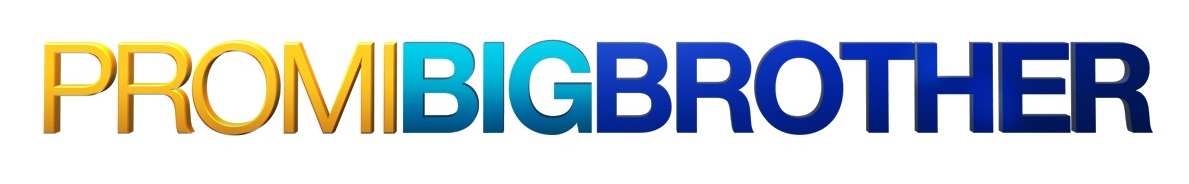
Logo bis 2018

Promi Big Brother folgt in seiner Konzeption der Grundidee von Big Brother. Für einen vorgegebenen Zeitraum leben mehrere Personen in einem als Wohnumgebung eingerichteten Fernsehstudio, dem so genannten „Container“. Dabei wird der Tagesablauf von der Produktionsfirma strukturiert, die als Computerstimme „Big Brother“ in Erscheinung tritt. Es werden Wettbewerbe durchgeführt oder den Teilnehmern der Show Aufgaben gestellt.
Das Leben der Teilnehmer, die in der Sendung und im Titel als Prominente bezeichnet werden, wird dabei rund um die Uhr von Fernsehkameras und Mikrofonen aufgezeichnet sowie im Rahmen von Liveübertragungen oder als Zusammenschnitt öffentlich ausgestrahlt.
Zu Staffel 7 bekam die Sendung ein neues Logo und eine neue Schriftart. Das Logo ist nicht mehr in Blau, sondern in Grün gehalten.

### Aufteilung der Teilnehmer
| Bezeichnungen der Bereiche | Bezeichnungen der Bereiche | Bezeichnungen der Bereiche | Bezeichnungen der Bereiche |
| Staffel                    | luxuriöser Bereich         | mittlerer Bereich          | armer Bereich              |
| -------------------------- | -------------------------- | -------------------------- | -------------------------- |
| 1                          | keine Aufteilung           | keine Aufteilung           | keine Aufteilung           |
| 2                          | Oben (Haus)                |                            | Unten (Keller)             |
| 3                          | Oben (Haus)                | Unten (Keller)             |                            |
| 4                          | Haus                       | Kanal                      |                            |
| 5                          | Alles                      | Nichts                     |                            |
| 6                          | Villa                      | Baustelle                  |                            |
| 7                          | Luxuscamp                  | Zeltlager                  |                            |
| 8                          | Märchenschloss             | Märchenwald                |                            |
| 9                          | Big Planet                 | Raumstation                |                            |
| 10                         | Loft                       | Garage                     | Dachboden                  |
| 11                         | keine Aufteilung           | keine Aufteilung           | keine Aufteilung           |
| 12                         | keine Aufteilung           | keine Aufteilung           | keine Aufteilung           |

Von Staffel 2 bis 9 wurden die Teilnehmer in zwei unterschiedliche Bereiche eingeteilt: Neben einem luxuriösen Bereich gibt es einen Bereich, in dem die Teilnehmer unter ärmlichen Verhältnissen leben. Die Verteilung der Teilnehmer kann durch Bewohner- und Zuschauervotings, willkürliche Regieanweisungen oder seit Staffel 3 auch aufgrund des Ausgangs von Duellen geändert werden.
In den Staffeln 2 bis 4 wurde auf eine gleichmäßige Aufteilung der Teilnehmer geachtet (pro Bereich sechs Personen). Seit Staffel 5 kommt es häufig zur ungleichmäßigen Aufteilung. Zum Beispiel lebten am zweiten Tag von Staffel 6 drei Teilnehmer im luxuriösen Bereich, während die anderen neun Teilnehmer im armen Bereich leben mussten.
Von Staffel 5 bis 9 lagen beide Bereiche auf einer Ebene. In den drei vorherigen Staffeln gab es zwei Ebenen.
In Staffel 10 wurden die Teilnehmer erstmals in drei Bereiche aufgeteilt.
Seit Staffel 11 wird auf eine Aufteilung der Bewohner verzichtet.

### Nominierung und Sieg
In der letzten Woche nominiert jeder die Teilnehmer täglich einen oder zwei Teilnehmer, die das Haus bzw. die Show verlassen sollen. Anschließend wählen die Zuschauer per Televoting einen Teilnehmer der Nominierungsliste, der im Haus bzw. in der Show bleiben soll. Derjenige mit den wenigsten Zuschauerstimmen muss gehen. Falls Bewohner das Haus freiwillig (oder aus anderen Gründen) verlassen, entfällt der Auszug an der entsprechenden Anzahl von Tagen. Nach zwei oder drei Wochen gibt es zum Abschluss der Staffel das Finale mit vier (bis einschließlich Staffel 4 fünf) Teilnehmern. Der letzte Verbleibende ist der Sieger der Staffel.
In Staffel 1 wählten die Zuschauer per Televoting – statt von der Nominierungsliste einen Teilnehmer, der im Haus bzw. in der Show bleiben soll – einen Teilnehmer, der das Haus bzw. die Show verlassen soll. Derjenige mit den meisten Zuschauerstimmen musste gehen.

## Weitere Showelemente

### Arena
Seit Staffel 3 treten die Bewohner der unterschiedlichen Bereiche in „Duellen“ gegeneinander an. Der Verlierer des Duells muss mit Konsequenzen für sich oder seinen Wohnbereich rechnen. Bei einem Unentschieden gewinnen immer die Bewohner des luxuriöseren Bereiches. Konsequenzen sind unter anderem andere Lebensbedingungen in dem Bereich, ein Bereichswechsel oder Nominierung.
Seit Staffel 7 gibt es neben oben genannten Duellen „Matches“, in denen die Bewohner aus dem armen Bereich gemeinsam antreten, um Geld für den Supermarkt zu erspielen.
Während in den Staffeln 2 bis 4 sowie seit Staffel 10 die Duelle in einem überdachten Fernsehstudio stattfinden, fanden sie von Staffel 5 bis 9 im Freien statt; anfänglich (Staffel 5–6) wurde daher in der Sendung von der Outdoor-Duell-Arena gesprochen. Danach wurde sie schlicht als Arena bezeichnet. In Staffel 10 übernahmen Jan Stecker und Volker Schenk als Schiedsrichter in Duellen die Moderation. Seit Staffel 11 übernimmt dies Robby Hunke.
Kandidatenauswahl
In Staffel 3 bestimmte die Regie jeweils einen Bewohner vom luxuriöseren Bereich, der zur Duell-Arena antreten musste. Dieser Kandidat musste anschließend von den Bewohnern des armen Bereichs einen auswählen, der gegen ihn spielen sollte. In Staffel 4 bestimmte die Regie einen oder mehrere Bewohner aus beiden Bereichen, die in der Duell-Arena antreten mussten. In den Staffeln 5 und 6 traten die Bewohner in Duellen gegeneinander an, gleichgültig welchem Bereich sie angehören. Seit Staffel 5 werden die Kandidaten durch die Bewohner selbst oder durch die Regie bestimmt.

### Big Spender
Von den Staffeln 5 bis 8 gab es im armen Bereich den Big Spender. Dabei handelte es sich um einen Automaten, an dem die Bewohner mit Münzen (Big Coins) Gegenstände für den Alltag, wie zum Beispiel Zigaretten oder Shampoo, erwerben konnten. Die Münzen hierfür konnten die Bewohner durch Herausforderungen und Spiele erhalten.
Aufgrund des Mottos von Staffel 8 Märchenhaft. Ohne Bewährung wurde der Big Spender umbenannt zu Wunschbaum und die Münzen zu Taler.

### Zuschauerbox
Von den Staffel 6 bis 8 erhielten die Bewohner des armen Bereichs täglich (Staffel 6–7) bzw. unregelmäßig (Staffel 8) eine Box, deren Inhalt die Zuschauer vorher bestimmten. Die Zuschauer wählten auf der Website promibigbrother.de (Staffel 6–7) oder in der Sat.1-App (Staffel 8) einen Gegenstand aus zwei vorgeschlagenen Gegenständen aus.
Aufgrund des Mottos von Staffel 8 Märchenhaft. Ohne Bewährung wurde die Zuschauerbox umbenannt in Zuschauertruhe.

### Supermarkt
Seit Staffel 7 können die Bewohner des armen Bereichs im Rahmen einer Produktplatzierung in einem kleinen Penny-Markt einkaufen gehen. Wer im armen Bereich lebt, bekommt pro Tag einen Euro. Die Bewohner können in Spielen das Geld aufstocken. Nur eine Person aus dem Bereich darf anschließend einkaufen gehen. Innerhalb 60 Sekunden darf sie Produkte unter Nennung der Produktart nur einzeln nacheinander aus den Regalen nehmen, an der Scannerkasse einlesen lassen und in einen Korb legen. In der letzten Woche von Staffel 8 entfiel die Möglichkeit der Budgetaufstockung, die Einkaufszeit wurde auf 30 Sekunden verkürzt.
Während in Staffel 7 die Bewohner des armen Bereichs den Einkäufer bzw. die Einkäuferin selbst bestimmten konnten, entschieden in Staffel 8 die Zuschauer durch ein Online-Voting über die Sat.1-App darüber. In Staffel 9 entschieden die Bewohner wieder selbst, wer einkaufen gehen soll. In Staffel 10 entschieden erneut die Zuschauer über ein Online-Voting. Seit Staffel 11 wird dies von der Redaktion bestimmt. 
Aufgrund der verschiedenen Mottos in den Staffel 8 und 9 wurde der Supermarkt jeweils in Knusperhäuschen und Versorgungskapsel umbenannt.

## Staffeln

### Übersicht
| Staffel | Moderatoren    | Moderatoren       | Staffel- auftakt | Staffel- finale | Tage im Haus | Teil- nehmer          | Gewinner(in)     | Zweitplatzierte(r) | Drittplatzierte(r) |
| ------- | -------------- | ----------------- | ---------------- | --------------- | ------------ | --------------------- | ---------------- | ------------------ | ------------------ |
| 1       | Oliver Pocher  | Cindy aus Marzahn | 13. Sep. 2013    | 27. Sep. 2013   | 15           | 13 1                  | Jenny Elvers     | Natalia Osada      | Marijke Amado      |
| 2       | Jochen Schropp |                   | 15. Aug. 2014    | 29. Aug. 2014   | 17           | 12                    | Aaron Troschke   | Claudia Effenberg  | Ronald Schill      |
| 3       | Jochen Schropp | 14. Aug. 2015     | 28. Aug. 2015    | David Odonkor   | 17           | 12                    | Menowin Fröhlich | Nino de Angelo     |                    |
| 4       | Jochen Schropp | 2. Sep. 2016      | 16. Sep. 2016    | 13 1            | 17           | Benjamin „Ben“ Tewaag | Cathy Lugner     | Mario Basler       |                    |
| 5       | Jochen Schropp | Jochen Bendel     | 11. Aug. 2017    | 25. Aug. 2017   | 17           | 12                    | Jens Hilbert     | Milo Moiré         | Willi Herren       |
| 6       | Jochen Schropp | Marlene Lufen     | 17. Aug. 2018    | 31. Aug. 2018   | 17           | 13 1                  | Silvia Wollny    | Chethrin Schulze   | Alphonso Williams  |
| 7       | Jochen Schropp | Marlene Lufen     | 9. Aug. 2019     | 23. Aug. 2019   | 17           | 12                    | Janine Pink      | Joey Heindle       | Tobias Wegener     |
| 8       | Jochen Schropp | Marlene Lufen     | 7. Aug. 2020     | 28. Aug. 2020   | 24           | 18 2                  | Werner Hansch    | Mischa Mayer       | Kathy Kelly        |
| 9       | Jochen Schropp | Marlene Lufen     | 6. Aug. 2021     | 27. Aug. 2021   | 24           | 18 3                  | Melanie Müller   | Uwe Abel           | Danny Liedtke      |
| 10      | Jochen Schropp | Marlene Lufen     | 18. Nov. 2022    | 7. Dez. 2022    | 22           | 16 4                  | Rainer Gottwald  | Micaela Schäfer    | Sam Dylan          |
| 11      | Jochen Schropp | Marlene Lufen     | 20. Nov. 2023    | 4. Dez. 2023    | 17           | 13                    | Yeliz Koç        | Marco Strecker     | Peter Klein        |
| 12      | Jochen Schropp | Marlene Lufen     | 7. Okt. 2024     | 21. Okt. 2024   | 17           | 14                    | Leyla Lahouar    | Jochen Horst       | Matthias Höhn      |
| 13      | Jochen Schropp | Marlene Lufen     | 6. Okt. 2025     | 20. Okt. 2025   | 17           |                       |                  |                    |                    |

### Staffel 1 (2013)
Die erste Staffel wurde vom 13. bis zum 27. September 2013 ausgestrahlt. Es wurde damit geworben, dass nur Prominente der „A-Kategorie“ teilnehmen.
In der ersten Woche der Sendung lebten die zwölf Bewohner gemeinsam in einem Container. Ab dem siebten Tag wurde jeden Tag ein Teilnehmer herausgewählt. Wie in den bisherigen Big-Brother-Staffeln gab es Tagesaufgaben, Matches und Challenges. Im Gegensatz zu vorherigen Staffeln von Big Brother, bei welchen der Wohncontainer in Köln stand, wurde dieser nun in Berlin aufgebaut.
Während die Eröffnungsshow 3,21 Millionen Zuschauer verbuchen konnte, sank die Zuschauerzahl am 18. September auf 1,34 Millionen (Marktanteil 6,6 Prozent). In Liveshows wurden die Zuschauerränge teilweise mit Komparsen aufgefüllt.
Nach der Liveshow am 24. September zog Pamela Anderson bis zum Finale als Gast ins Big-Brother-Haus ein.
Am 27. September 2013 wurde Jenny Elvers-Elbertzhagen zur Gewinnerin der Staffel gekürt.
| 01                 | Jenny Elvers-Elbertzhagen | Schauspielerin und Moderatorin                                                                            | 13. September | 27. September | 15 |
| 02                 | Natalia Osada             | Teilnehmerin bei Catch the Millionaire                                                                    | 13. September | 27. September | 15 |
| 03                 | Marijke Amado             | Moderatorin (u. a. WWF Club und Mini Playback Show)                                                       | 13. September | 27. September | 15 |
| 04                 | Simon Desue               | YouTube-Comedian                                                                                          | 13. September | 27. September | 15 |
| 05                 | Martin Semmelrogge        | Schauspieler                                                                                              | 13. September | 27. September | 15 |
| 06                 | Manuel Charr              | Profiboxer                                                                                                | 13. September | 26. September | 14 |
| 07                 | Fancy                     | Sänger und Musikproduzent                                                                                 | 13. September | 25. September | 13 |
| 08                 | Georgina Fleur            | Teilnehmerin bei Der Bachelor und Ich bin ein Star – Holt mich hier raus!                                 | 19. September | 24. September | 06 |
| 09                 | Jan Leyk                  | Darsteller bei Berlin – Tag & Nacht                                                                       | 13. September | 23. September | 11 |
| 10                 | Lucy Diakovska            | Sängerin, Mitglied der No Angels                                                                          | 13. September | 22. September | 10 |
| 11                 | Percival Duke-Hall        | Sänger und Teilnehmer bei The Voice of Germany                                                            | 13. September | 20. September | 08 |
| 12                 | Sarah Joelle Jahnel       | Sängerin und Teilnehmerin bei Deutschland sucht den Superstar und Ich bin ein Star – Holt mich hier raus! | 13. September | 20. September | 08 |
| 13                 | David Hasselhoff          | Sänger und Schauspieler                                                                                   | 13. September | 17. September | 05 |
| Anmerkungen: 1. 2. |                           | |               |               |    |

### Staffel 2 (2014)
Während der Finalsendung von Promi Big Brother am 27. September 2013 gaben die Moderatoren Cindy aus Marzahn und Oliver Pocher bekannt, dass es 2014 eine zweite Staffel geben soll. Dies wurde am 15. April 2014 auch offiziell vom Sender bestätigt. Jedoch wurden große Veränderungen an der Sendung durchgeführt. Die zweite Staffel, die von Jochen Schropp moderiert wurde, startete am 15. August 2014 und wurde unter dem Titel Promi Big Brother – Das Experiment ausgestrahlt.
Cindy aus Marzahn war nicht mehr als Moderatorin tätig, sondern kommentierte als Sidekick während der Sendung als „Mother of Big Brother“ das Geschehen vom Vortag. Daneben moderierte sie die Webshow zur Sendung.
Am 29. August 2014 wurde Aaron Troschke zum Gewinner der Staffel gekürt.
| Platz | Teilnehmer                          | Bekannt als                                                               | Einzug     | Auszug     | Tage im Haus |
| ----- | ----------------------------------- | ------------------------------------------------------------------------- | ---------- | ---------- | ------------ |
| 01    | Aaron Troschke                      | Teilnehmer bei Wer wird Millionär? und YouTube-Comedian                   | 13. August | 29. August | 17 (4▲; 13▼) |
| 02    | Claudia Effenberg                   | Spielerfrau, Model und Designerin                                         | 15. August | 29. August | 15 (4▲; 11▼) |
| 03    | Ronald Schill                       | Jurist, Richter und Politiker                                             | 15. August | 29. August | 15 (6▲; 9▼)  |
| 04    | Paul Janke                          | Protagonist bei Der Bachelor und Model                                    | 13. August | 29. August | 17 (8▲; 9▼)  |
| 05    | Michael Wendler                     | Schlagersänger und Teilnehmer bei Ich bin ein Star – Holt mich hier raus! | 15. August | 29. August | 15 (3▲; 12▼) |
| 06    | Hubert Kah                          | Sänger und Songwriter                                                     | 15. August | 28. August | 14 (9▲; 5▼)  |
| 07    | Alexandra Rietz                     | Kriminalpolizistin und Darstellerin bei K11 – Kommissare im Einsatz       | 13. August | 27. August | 15 (7▲; 8▼)  |
| 08    | Mia Julia Brückner                  | Sängerin und Pornodarstellerin                                            | 13. August | 26. August | 14 (6▲; 8▼)  |
| 09    | Liz Baffoe                          | Schauspielerin (u. a. in der Lindenstraße)                                | 15. August | 25. August | 11 (10▲; 1▼) |
| 10    | Ela Tas                             | Teilnehmerin bei Der Bachelor                                             | 15. August | 24. August | 10 (4▲; 6▼)  |
| 11    | Mario-Max Prinz zu Schaumburg-Lippe | Adoptiv-Prinz                                                             | 15. August | 23. August | 09 (9▲)      |
| 12    | Janina Youssefian                   | Erotikmodel und Affäre von Dieter Bohlen                                  | 13. August | 22. August | 10 (10▼)     |

### Staffel 3 (2015)
Im Finale der zweiten Staffel kündigte Moderator Jochen Schropp eine Fortsetzung von Promi Big Brother für 2015 an. Der Start der auf zwei Wochen ausgelegten Staffel war wie angekündigt am 14. August 2015, die Moderation übernahm erneut Schropp.
Cindy aus Marzahn kommentierte als Sidekick erneut während der Sendung als „Mother of Big Brother“ das Geschehen vom Vortag.
Die Quoten der Einzugsshow waren deutlich schwächer als die der zweiten Staffel. Dies änderte sich während der ersten Woche auch nicht. Während der zweiten Woche stiegen die Zuschauerzahlen und die Einschaltquoten wieder, sodass man fast die 3-Millionen-Zuschauer-Marke und im Bereich der 14- bis 49-Jährigen einen Anteil von über 23 % erreichte.
Am 28. August 2015 wurde David Odonkor zum Gewinner der Staffel gekürt.
| 01                 | David Odonkor           | Fußball-Nationalspieler                                                                        | 12. August | 28. August | 17 (7▲; 10▼) |
| 02                 | Menowin Fröhlich        | Teilnehmer bei Deutschland sucht den Superstar, Popsänger                                      | 12. August | 28. August | 17 (7▲; 10▼) |
| 03                 | Nino de Angelo          | Schlagersänger                                                                                 | 14. August | 28. August | 15 (8▲; 7▼)  |
| 04                 | Sarah Nowak             | Playmate, Teilnehmerin bei Der Bachelor                                                        | 12. August | 28. August | 17 (4▲; 13▼) |
| 05                 | Julia Jasmin „JJ“ Rühle | Darstellerin bei Berlin – Tag & Nacht, Sängerin                                                | 14. August | 28. August | 15 (6▲; 9▼)  |
| 06                 | Désirée Nick            | Entertainerin, Schauspielerin, Autorin, Gewinnerin bei Ich bin ein Star – Holt mich hier raus! | 14. August | 27. August | 14 (3▲; 11▼) |
| 07                 | Nina Kristin Fiutak     | Schauspielerin, Sängerin, Teilnehmerin bei Reality Queens auf Safari                           | 14. August | 26. August | 13 (5▲; 8▼)  |
| 08                 | Anja Schüte             | Schauspielerin                                                                                 | 14. August | 24. August | 11 (8▲; 3▼)  |
| 09                 | Wilfried Gliem          | Schlagersänger, Mitglied der Wildecker Herzbuben                                               | 14. August | 24. August | 11 (9▲; 2▼)  |
| 10                 | Judith Hildebrandt      | Schauspielerin, Sängerin, Moderatorin                                                          | 12. August | 23. August | 12 (5▲; 7▼)  |
| 11                 | Michael Ammer           | Eventmanager                                                                                   | 14. August | 22. August | 09 (4▲; 5▼)  |
| 12                 | Daniel Köllerer         | Tennisspieler                                                                                  | 12. August | 21. August | 10 (2▲; 8▼)  |
| Anmerkungen: 1. 2. |                         |                                                                                                |            |            |              |

### Staffel 4 (2016)
Im Finale der dritten Staffel von Promi Big Brother kündigte Moderator Jochen Schropp eine vierte Staffel der Sendung an. Diese begann aufgrund der Olympischen Sommerspiele erst am 2. September 2016. Als Sidekick wurde Cindy aus Marzahn durch Désirée Nick ersetzt.
Am 16. September 2016 wurde Benjamin Tewaag zum Gewinner der Staffel gekürt.
| 1               | Benjamin „Ben“ Tewaag | Schauspieler, Sohn von Uschi Glas                                            | 2. September | 16. September | 15 (7▲; 8▼)  |
| 2               | Cathy Lugner          | Playmate, Ehefrau des Bauunternehmers Richard Lugner                         | 2. September | 16. September | 15 (5▲; 10▼) |
| 3               | Mario Basler          | Fußball-Nationalspieler, Fußball-Europameister 1996                          | 2. September | 16. September | 15 (9▲; 6▼)  |
| 4               | Natascha Ochsenknecht | Model, Schauspielerin, Ex-Ehefrau von Uwe Ochsenknecht                       | 2. September | 16. September | 15 (7▲; 8▼)  |
| 5               | Jessica Paszka        | Sängerin, Teilnehmerin bei Der Bachelor                                      | 31. August   | 16. September | 17 (8▲; 9▼)  |
| 6               | Frank Stäbler         | Europa- und Weltmeister im Ringen                                            | 31. August   | 15. September | 16 (7▲; 9▼)  |
| 7               | Joachim Witt          | Neue-Deutsche-Welle-Sänger                                                   | 2. September | 14. September | 13 (9▲; 4▼)  |
| 8               | Isa Jank              | Schauspielerin und ehemaliges Model, Darstellerin bei Verbotene Liebe        | 2. September | 14. September | 13 (4▲; 9▼)  |
| 9               | Marcus von Anhalt     | Adoptiv-Prinz, Bordellbetreiber                                              | 2. September | 12. September | 11 (3▲; 8▼)  |
| 10              | Robin Bade            | ehemaliger Moderator bei 9Live, mittlerweile bei 123tv                       | 6. September | 11. September | 06 (1▲; 5▼)  |
| 11              | Stephen Dürr          | Schauspieler                                                                 | 31. August   | 10. September | 11 (5▲; 6▼)  |
| 12              | Dolly Dollar          | Schauspielerin, Ex-Ehefrau von Helmut Zierl                                  | 31. August   | 9. September  | 10 (6▲; 4▼)  |
| 13              | Edona James           | Erotikmodel und DJ, Teilnehmerin bei Adam sucht Eva – Gestrandet im Paradies | 31. August   | 5. September  | 06 (6▼)      |
| Anmerkungen: 1. |                       |                                                                              |              |               |              |

### Staffel 5 (2017)
Die fünfte Staffel startete am 11. August 2017 und wurde unter dem Titel Promi Big Brother – Alles oder Nichts ausgestrahlt. Moderiert wurde sie von Jochen Schropp und Jochen Bendel. Die Liveshows fanden bis auf die erste und die Finalshow am 25. August erstmals ohne Publikum statt.
Am 25. August 2017 wurde Jens Hilbert zum Gewinner der Staffel gekürt.
| Platz | Teilnehmer            | Bekannt geworden als | Einzug    | Auszug     | Tage im Haus |
| ----- | --------------------- | --- | --------- | ---------- | ------------ |
| 1     | Jens Hilbert          | Unternehmer, Reality-TV-Darsteller (u. a. bei Catwalk 30+ und Secret Millionaire)                                                  | 9. August | 25. August | 17 (5▲; 12▼) |
| 2     | Milo Moiré            | Nackt-Performancekünstlerin | 9. August | 25. August | 17 (7▲; 10▼) |
| 3     | Willi Herren          | Schlagersänger, ehemaliger Schauspieler (u. a. in der Lindenstraße), Teilnehmer bei Ich bin ein Star – Holt mich hier raus!        | 9. August | 25. August | 17 (9▲; 8▼)  |
| 4     | Dominik Bruntner      | Model, Mister Germany 2017 | 9. August | 25. August | 17 (5▲; 12▼) |
| 5     | Eloy de Jong          | Sänger bei Caught in the Act | 9. August | 24. August | 16 (6▲; 10▼) |
| 6     | Evelyn Burdecki       | Teilnehmerin bei Der Bachelor | 9. August | 23. August | 15 (5▲; 10▼) |
| 7     | Steffen von der Beeck | Medien-Berater, ehemaliger Verlobter von Jenny Elvers                                                                              | 9. August | 22. August | 14 (6▲; 8▼)  |
| 8     | Sarah Kern            | Designerin, Model, Ex-Playmate | 9. August | 21. August | 13 (1▲; 12▼) |
| 9     | Claudia Obert         | Modeunternehmerin | 9. August | 21. August | 13 (5▲; 8▼)  |
| 10    | Sarah Knappik         | Model, Teilnehmerin bei Germany’s Next Topmodel und Ich bin ein Star – Holt mich hier raus!                                        | 9. August | 19. August | 11 (4▲; 7▼)  |
| 11    | Zachi Noy             | Schauspieler | 9. August | 18. August | 10 (3▲; 7▼)  |
| 12    | Maria Hering          | Musikerin, Reality-TV-Darstellerin (u. a. bei Yottas! Mit Vollgas durch Amerika), Teilnehmerin bei Deutschland sucht den Superstar | 9. August | 18. August | 10 (4▲; 6▼)  |

### Staffel 6 (2018)
Die vom 17. bis 31. August 2018 ausgestrahlte Staffel wurde von Jochen Schropp und erstmals von der Sat.1-Frühstücksfernsehen-Moderatorin Marlene Lufen moderiert. Zwei Tage vor Sendestart zogen neun der zwölf Teilnehmer in den ärmlichen Bereich. Erstmals in der Geschichte der Sendung verließ ein Teilnehmer vor Ausstrahlungsbeginn die Show.
Am 31. August 2018 wurde Silvia Wollny zur Gewinnerin der Staffel gekürt.
| 1                     | Silvia Wollny                            | Reality-TV-Darstellerin (u. a. bei Die Wollnys – Eine schrecklich große Familie)                                                                     | 17. August 23. August | 22. August 31. August | 14 (8▲; 6▼)  |
| 2                     | Chethrin Schulze                         | Teilnehmerin bei Curvy Supermodel – Echt. Schön. Kurvig und Love Island                                                                              | 15. August            | 31. August            | 17 (5▲; 12▼) |
| 3                     | Alphonso Williams                        | Soulsänger, Gewinner von Deutschland sucht den Superstar                                                                                             | 15. August            | 31. August            | 17 (4▲; 13▼) |
| 4                     | Daniel Völz                              | Protagonist bei Der Bachelor | 17. August            | 31. August            | 15 (7▲; 8▼)  |
| 5                     | Johannes Haller                          | Teilnehmer bei Die Bachelorette und Bachelor in Paradise                                                                                             | 15. August            | 30. August            | 16 (5▲; 11▼) |
| 6                     | Katja Krasavice                          | Webvideoproduzentin auf YouTube und Sängerin | 15. August            | 29. August            | 15 (8▲; 7▼)  |
| 7                     | Cora Schumacher                          | Ex-Frau von Ralf Schumacher, Rennfahrerin, ehemaliges Erotikmodel                                                                                    | 17. August            | 28. August            | 12 (6▲; 6▼)  |
| 8                     | Umut Kekilli                             | Fußballspieler, Ex-Freund von Natascha Ochsenknecht                                                                                                  | 18. August            | 27. August            | 10 (3▲; 7▼)  |
| 9                     | Nicole Belstler-Boettcher                | Schauspielerin, Tochter von Grit Boettcher | 15. August            | 26. August            | 12 (3▲; 9▼)  |
| 10                    | Mike Shiva                               | Fernsehmoderator, Hellseher | 15. August            | 25. August            | 11 (4▲; 7▼)  |
| 11                    | Pascal Behrenbruch                       | Leichtathletik-Europameister | 15. August            | 24. August            | 10 (4▲; 6▼)  |
| 12                    | Sophia Vegas                             | Erotik-Model, Ex-Ehefrau von Bert Wollersheim, Teilnehmerin bei Wild Girls – Auf High Heels durch Afrika und Ich bin ein Star – Holt mich hier raus! | 15. August 23. August | 22. August 23. August | 8 (1▲; 7▼)   |
| 13                    | Karl-Heinz Richard von Sayn-Wittgenstein | Reality-TV-Darsteller (u. a. bei Secret Millionaire und Goodbye Deutschland! Die Auswanderer)                                                        | 15. August            | 16. August            | 2 (2▼)       |
| Anmerkungen: 1. 2. 3. |                                          | |                       |                       |              |

### Staffel 7 (2019)
In der Finalshow der sechsten Staffel verkündete das Moderatorenteam, dass Promi Big Brother mit einer siebten Staffel im Sommer 2019 zurückkehren wird. Beide moderierten die Show wieder. Die siebte Staffel startete am 9. August und endete am 23. August 2019.
Am 23. August 2019 wurde Janine Pink zur Gewinnerin der Staffel gekürt.
| Platz           | Teilnehmer                  | Bekannt geworden als                                                                                       | Einzug                | Auszug                | Tage im Haus |
| --------------- | --------------------------- | --- | --------------------- | --------------------- | ------------ |
| 1               | Janine Pink                 | Laiendarstellerin bei Köln 50667 und Leben.Lieben.Leipzig                                                  | 07. August            | 23. August            | 17 (8▲; 9▼)  |
| 2               | Joey Heindle                | Sänger, Kandidat bei Deutschland sucht den Superstar, Gewinner bei Ich bin ein Star – Holt mich hier raus! | 07. August            | 23. August            | 17 (10▲; 7▼) |
| 3               | Tobias Wegener              | Teilnehmer bei Love Island                                                                                 | 07. August            | 23. August            | 17 (8▲; 9▼)  |
| 4               | Theresia Fischer            | Teilnehmerin bei Germany’s Next Topmodel                                                                   | 07. August            | 23. August            | 17 (4▲; 13▼) |
| 5               | Almklausi                   | Partysänger                                                                                                | 09. August 20. August | 19. August 22. August | 13 (3▲; 10▼) |
| 6               | Lilo von Kiesenwetter       | Hellseherin                                                                                                | 07. August            | 21. August            | 15 (5▲; 10▼) |
| 7               | Sylvia Leifheit             | Schauspielerin, Unternehmerin, Autorin                                                                     | 09. August            | 20. August            | 11 (4▲; 7▼)  |
| 8               | Christos „Chris“ Manazidis  | YouTube-Comedian (Bullshit TV)                                                                             | 07. August            | 19. August            | 13 (13▼)     |
| 9               | Ginger Costello-Wollersheim | Ehefrau von Bert Wollersheim, Partysängerin, Pornodarstellerin                                             | 07. August            | 19. August            | 13 (1▲; 12▼) |
| 10              | Jürgen Trovato              | Darsteller bei Die Trovatos – Detektive decken auf, Privatdetektiv                                         | 07. August            | 18. August            | 12 (1▲; 11▼) |
| 11              | Zlatko Trpkovski            | Teilnehmer bei Big Brother, Sänger                                                                         | 09. August            | 17. August            | 8 (3▲; 5▼)   |
| 12              | Eva Benetatou               | Teilnehmerin bei Der Bachelor                                                                              | 07. August            | 16. August            | 10 (10▼)     |
| Anmerkungen: 1. |                             | |                       |                       |              |

### Staffel 8 (2020)
Am Ende des Finales der siebten Staffel wurde eine achte Staffel für 2020 angekündigt. Diese wurde ab dem 7. August 2020 erstmals über drei Wochen ausgestrahlt, beinhaltete zehn Primetime-Shows und wurde erneut von Jochen Schropp und Marlene Lufen moderiert.
Am 28. August 2020 wurde Werner Hansch zum Gewinner der Staffel gekürt.
| 1                     | Werner Hansch        | Sportreporter | 07. August | 28. August | 22 (11▲; 11▼) |
| 2                     | Mischa Mayer         | Teilnehmer bei Love Island | 05. August | 28. August | 24 (5▲; 19▼)  |
| 3                     | Kathy Kelly          | Sängerin, Mitglied der Kelly Family                                                                                               | 05. August | 28. August | 24 (13▲; 11▼) |
| 4                     | Ikke Hüftgold        | Partysänger | 05. August | 28. August | 24 (11▲; 13▼) |
| 5                     | Emmy Russ            | Teilnehmerin bei Ab ins Kloster! – Rosenkranz statt Randale und Beauty & The Nerd                                                 | 05. August | 27. August | 23 (6▲; 17▼)  |
| 6                     | Katy Bähm            | Drag Queen, Teilnehmerin bei Queen of Drags                                                                                       | 07. August | 27. August | 21 (5▲; 16▼)  |
| 7                     | Simone Mecky-Ballack | Ex-Frau von Michael Ballack, Model, Teilnehmerin bei Let’s Dance                                                                  | 07. August | 26. August | 20 (7▲; 13▼)  |
| 8                     | Ramin Abtin          | Kickbox-Weltmeister, Trainer bei The Biggest Loser                                                                                | 07. August | 25. August | 19 (6▲; 13▼)  |
| 9                     | Aaron Königs         | Teilnehmer bei Prince Charming und The Mole – Wem kannst du trauen?                                                               | 17. August | 24. August | 8 (3▲; 5▼)    |
| 10                    | Sascha Heyna         | QVC-Moderator, Sänger | 05. August | 23. August | 19 (9▲; 10▼)  |
| 11                    | Adela Smajic         | Protagonistin der Schweizer Ausgabe von Die Bachelorette, Moderatorin                                                             | 05. August | 22. August | 18 (3▲; 15▼)  |
| 12                    | Udo Bönstrup         | Comedian, Web-Videoproduzent auf YouTube                                                                                          | 05. August | 21. August | 17 (4▲; 13▼)  |
| 13                    | Elene Lucia Ameur    | Model, Laiendarstellerin bei Berlin – Tag & Nacht                                                                                 | 05. August | 17. August | 13 (2▲; 11▼)  |
| 14                    | Alessia Herren       | Tochter von Willi Herren, Teilnehmerin bei Ab ins Kloster! – Rosenkranz statt Randale                                             | 14. August | 17. August | 4 (4▼)        |
| 15                    | Jasmin Tawil         | Ex-Frau von Adel Tawil, Musikerin, Darstellerin bei Gute Zeiten, schlechte Zeiten                                                 | 05. August | 14. August | 10 (1▲; 9▼)   |
| 16                    | Senay Gueler         | DJ, Musikproduzent, Model | 05. August | 12. August | 8 (1▲; 7▼)    |
| 17                    | Jenny Frankhauser    | Halbschwester von Daniela Katzenberger, Reality-TV-Darstellerin, Sängerin, Gewinnerin bei Ich bin ein Star – Holt mich hier raus! | 05. August | 12. August | 8 (1▲; 7▼)    |
| 18                    | Claudia Kohde-Kilsch | Tennisspielerin, Politikerin | 05. August | 10. August | 6 (2▲; 4▼)    |
| Anmerkungen: 1. 2. 3. |                      | |            |            |               |

### Staffel 9 (2021)
Am Ende der achten Staffel wies Moderator Jochen Schropp auf ein Wiedersehen im nächsten Jahr hin, damit deutete er die Produktion einer weiteren Promi Big Brother-Staffel an. Anfang Juni 2021 wurde der Start der neunten Staffel für den 6. August 2021 angekündigt. Anders als in den Vorjahren wurde Promi Big Brother – Die Late Night Show nicht auf sixx, sondern ebenfalls auf Sat.1 ausgestrahlt.
Am 27. August 2021 wurde Melanie Müller zur Gewinnerin der Staffel gekürt.
| 01                 | Melanie Müller          | Partysängerin, Gewinnerin bei Ich bin ein Star – Holt mich hier raus! (2014), Teilnehmerin bei Der Bachelor (2013), Like Me – I’m Famous (2020) und Promis unter Palmen (2021)               | 04. August | 27. August | 24 (10▲; 14▼) |
| 02                 | Uwe Abel                | Teilnehmer bei Bauer sucht Frau (2011), Gewinner von Das Sommerhaus der Stars – Kampf der Promipaare (2018)                                                                                  | 04. August | 27. August | 24 (9▲; 15▼)  |
| 03                 | Danny Liedtke           | Schauspieler, u. a. bei Köln 50667 | 06. August | 27. August | 22 (10▲; 12▼) |
| 04                 | Papis Loveday           | Model, Modeunternehmer, Laufstegtrainer bei Germany’s Next Topmodel (2018) | 09. August | 27. August | 19 (9▲; 10▼)  |
| 05                 | Marie Lang              | Kickbox-Weltmeisterin, Model | 06. August | 26. August | 21 (5▲; 16▼)  |
| 06                 | Ina Aogo                | Ehefrau des ehemaligen Fußballspielers Dennis Aogo, Influencerin, Podcasterin | 04. August | 26. August | 23 (7▲; 16▼)  |
| 07                 | Daniela Büchner         | Reality-TV-Darstellerin bei Goodbye Deutschland! Die Auswanderer, Teilnehmerin bei Das Sommerhaus der Stars – Kampf der Promipaare (2018) und Ich bin ein Star – Holt mich hier raus! (2020) | 06. August | 25. August | 20 (7▲; 13▼)  |
| 08                 | Eric Sindermann         | Ex-Handballer und Modedesigner, Kandidat bei Ex on the Beach (2021) | 04. August | 25. August | 22 (4▲; 18▼)  |
| 09                 | Paco Steinbeck          | Antiquitätenhändler bei Die Superhändler – 4 Räume, 1 Deal | 09. August | 24. August | 16 (9▲; 7▼)   |
| 10                 | Jörg Draeger            | ehemaliger Nachrichtensprecher beim NDR, Moderator (Geh aufs Ganze!), Teilnehmer bei Let’s Dance (2017)                                                                                      | 06. August | 23. August | 18 (9▲; 9▼)   |
| 11                 | Gitta Saxx              | Playmate, DJ, Fotomodell, Teilnehmerin bei Ich bin ein Star – Holt mich hier raus! (2011) | 09. August | 20. August | 12 (5▲; 7▼)   |
| 12                 | Payton Ramolla          | Influencerin, Webvideoproduzentin auf YouTube | 09. August | 20. August | 12 (3▲; 9▼)   |
| 13                 | Barbara „Babs“ Kijewski | Profi-Anglerin, Moderatorin, Reisebloggerin | 11. August | 18. August | 8 (1▲; 7▼)    |
| 14                 | Pascal Kappés           | Model, Soap-Darsteller, früher u. a. Berlin – Tag & Nacht | 11. August | 16. August | 6 (3▲; 3▼)    |
| 15                 | Rafi Rachek             | Teilnehmer bei Die Bachelorette (2018) und Bachelor in Paradise (2019) | 04. August | 14. August | 11 (2▲; 9▼)   |
| 16                 | Mimi Gwozdz             | Gewinnerin bei Der Bachelor (2021) | 04. August | 13. August | 10 (1▲; 9▼)   |
| 17                 | Heike Maurer            | Fernsehmoderatorin | 04. August | 11. August | 8 (4▲; 4▼)    |
| 18                 | Daniel Kreibich         | Hellseher, AstroTV-Moderator | 04. August | 07. August | 4 (4▼)        |
| Anmerkungen: 1. 2. |                         | |            |            |               |

### Staffel 10 (2022)
Für 2022 wurde von Sat.1 eine zehnte Jubiläumsstaffel angekündigt. Diese fand aber nicht wie gewohnt im August statt, sondern erst Ende des Jahres. Im September 2022 wurde der Staffelauftakt für den 18. November 2022 bekanntgegeben. Wie im Vorjahr wurde Promi Big Brother – Die Late Night Show nicht auf sixx, sondern ebenfalls auf Sat.1 ausgestrahlt.
Am 7. Dezember 2022 wurde Rainer Gottwald zum Gewinner der Staffel gekürt.
| 01                                                                                            | Rainer Gottwald    | Boxmanager u. a. von Regina Halmich | 16. November | 07. Dezember | 22 (7▲; 12■; 3▼) |
| 02                                                                                            | Micaela Schäfer    | Erotikmodel, Teilnehmerin u. a. bei Germany’s Next Topmodel (2006), Big Brother (2010), Ich bin ein Star – Holt mich hier raus! (2012), Promiboxen (2012), Reality Queens auf Safari (2013) und Das Sommerhaus der Stars – Kampf der Promipaare (2018) | 16. November | 07. Dezember | 22 (11▲; 11■)    |
| 03                                                                                            | Sam Dylan          | Teilnehmer bei Prince Charming (2019), Kampf der Realitystars – Schiffbruch am Traumstrand (2020), Promiboxen (2020) und Ich bin ein Star – Die große Dschungelshow (2021)                                                                             | 16. November | 07. Dezember | 22 (4▲; 12■; 6▼) |
| 04                                                                                            | Menderes Bağcı     | Dauerkandidat bei Deutschland sucht den Superstar, Gewinner von Ich bin ein Star – Holt mich hier raus! (2016) | 16. November | 07. Dezember | 22 (4▲; 15■; 3▼) |
| 05                                                                                            | Jay Khan           | Sänger, ehemaliges Mitglied der Band US5 und Gründer der Band Team 5ünf, Teilnehmer bei Ich bin ein Star – Holt mich hier raus! (2011) | 16. November | 06. Dezember | 21 (5▲; 14■; 2▼) |
| 06                                                                                            | Katy Karrenbauer   | Schauspielerin, Synchronsprecherin, Teilnehmerin bei Ich bin ein Star – Holt mich hier raus! (2011) | 18. November | 06. Dezember | 19 (8▲; 10■; 1▼) |
| 07                                                                                            | Jennifer Iglesias  | Gewinnerin von Love Island (2022) | 16. November | 05. Dezember | 20 (7▲; 8■; 5▼)  |
| 08                                                                                            | Doreen Steinert    | Sängerin, ehemaliges Mitglied der Band Nu Pagadi, Teilnehmerin bei Popstars (2004) | 18. November | 04. Dezember | 18 (8▲; 10■)     |
| 09                                                                                            | Tanja Tischewitsch | Teilnehmerin bei Deutschland sucht den Superstar (2014) und Ich bin ein Star – Holt mich hier raus! (2015), ehemalige Darstellerin bei Alles was zählt und Herz über Kopf                                                                              | 16. November | 02. Dezember | 17 (6▲; 8■; 3▼)  |
| 10                                                                                            | Jörg Knör          | Komiker und Parodist | 18. November | 01. Dezember | 14 (1▲; 11■; 2▼) |
| 11                                                                                            | Walentina Doronina | Teilnehmerin bei Ex on the Beach, Are You The One?, Germany Shore und CoupleChallenge | 16. November | 29. November | 14 (6■; 8▼)      |
| 12                                                                                            | Catrin Heyne       | Teilnehmerin bei Goodbye Deutschland! Die Auswanderer | 24. November | 29. November | 5 (2▲; 3■)       |
| 13                                                                                            | Jörg Dahlmann      | Fußballkommentator | 18. November | 27. November | 10 (10■)         |
| 14                                                                                            | Diana Schell       | HSE-Moderatorin | 16. November | 25. November | 10 (3▲; 4■; 3▼)  |
| 15                                                                                            | Jeremy Fragrance   | Influencer, ehemaliges Mitglied der Band Part Six (als Jeremy Williams) sowie Golden Circle | 16. November | 23. November | 8 (2▲; 6▼)       |
| 16                                                                                            | Patrick Hufen      | Versicherungsdetektiv bei Die Versicherungsdetektive | 18. November | 19. November | 2 (2▼)           |
| Anmerkungen: 1.                                                                               |                    | |              |              |                  |
| Legende: ▲ Aufenthalt im „Loft“ ■ Aufenthalt in der „Garage“ ▼ Aufenthalt auf dem „Dachboden“ |                    | |              |              |                  |

### Staffel 11 (2023)
Für 2023 wurde von Sat.1 eine 11. Staffel angekündigt. Diese wird allerdings nicht mehr in den MMC-Studios in Köln-Ossendorf, sondern in den WDR-Studios in Köln-Böcklemünd produziert. Der Staffelauftakt erfolgte am 20. November 2023. Bereits ab dem 18. November 2023 gab es die Möglichkeit, das Geschehen über den Streaminganbieter Joyn in einem 24-stündigen Livestream zu verfolgen.
Am 4. Dezember 2023 wurde Yeliz Koç zur Gewinnerin der Staffel gekürt.
| Platz | Teilnehmer          | Bekannt geworden als | Einzug       | Auszug       | Tage im Haus |
| ----- | ------------------- | --- | ------------ | ------------ | ------------ |
| 1     | Yeliz Koç           | Reality-TV-Teilnehmerin u. a. bei Der Bachelor (2018), Bachelor in Paradise (2018), Das Sommerhaus der Stars (2019) und Kampf der Realitystars (2022), Protagonistin bei Make Love, Fake Love (2023)                                             | 18. November | 04. Dezember | 17           |
| 2     | Marco Strecker      | Webvideoproduzent auf TikTok | 20. November | 04. Dezember | 15           |
| 3     | Peter Klein         | Noch-Ehemann von Iris Klein, Reality-TV-Teilnehmer u. a. bei Das Sommerhaus der Stars (2020) | 18. November | 04. Dezember | 17           |
| 4     | Paulina Ljubas      | ehemalige Schauspielerin bei Köln 50667, Teilnehmerin bei Temptation Island VIP (2021), Ex on the Beach (2023) und Germany Shore (2023) | 18. November | 04. Dezember | 17           |
| 5     | Matthias Mangiapane | Reality-TV-Teilnehmer u. a. bei Hot oder Schrott – Die Allestester, Das Sommerhaus der Stars (2017), Ich bin ein Star – Holt mich hier raus! (2018), Promis unter Palmen (2020), Das große Promi-Büßen (2022) und Kampf der Realitystars (2023)  | 18. November | 04. Dezember | 17           |
| 6     | Dilara Kruse        | Spielerfrau, Ehefrau von Max Kruse | 18. November | 03. Dezember | 16           |
| 7     | Dominik Stuckmann   | Protagonist bei Der Bachelor (2022) | 18. November | 02. Dezember | 15           |
| 8     | Iris Klein          | Mutter von Daniela Katzenberger und Jenny Frankhauser, Teilnehmerin u. a. bei Big Brother (2010), Ich bin ein Star – Holt mich hier raus (2013), Das Sommerhaus der Stars (2020) und Kampf der Realitystars (2022)                               | 20. November | 01. Dezember | 12           |
| 9     | Manuela Wisbeck     | Schauspielerin und Teilnehmerin bei Let’s Dance (2013) | 18. November | 30. November | 13           |
| 10    | Ron Bielecki        | Webvideoproduzent auf YouTube | 18. November | 29. November | 12           |
| 11    | Jürgen Milski       | Teilnehmer bei Big Brother (2000), Let’s Dance (2013), Ich bin ein Star – Holt mich hier raus! (2016) und Kampf der Realitystars (2020), Sänger, 9Live-Moderator                                                                                 | 18. November | 28. November | 11           |
| 12    | Philo Kotnik        | Zauberkünstler | 18. November | 27. November | 10           |
| 13    | Patricia Blanco     | Tochter von Roberto Blanco, Reality-TV-Darstellerin u. a. bei Big Brother (2009), Ich bin ein Star – Holt mich hier raus! (2015), Adam sucht Eva – Gestrandet im Paradies (2017), Das Sommerhaus der Stars (2018) und Promis unter Palmen (2021) | 18. November | 25. November | 08           |

### Staffel 12 (2024)
Für 2024 wurde von Sat.1 im Finale der 11. Staffel, eine 12. Staffel angekündigt. Diese wurde in den WDR-Studios in Köln-Böcklemünd produziert. Der Staffelauftakt erfolgte am 7. Oktober 2024.
Am 21. Oktober 2024 wurde Leyla Lahouar zur Gewinnerin der Staffel gekürt.
| 1               | Leyla Lahouar | Reality-TV-Teilnehmerin u. a. bei Ex on the Beach (2022), Der Bachelor (2023), Bachelor in Paradise (2023) und Ich bin ein Star – Holt mich hier raus! (2024) | 5. Oktober | 21. Oktober | 17 |
| 2               | Jochen Horst  | Schauspieler | 5. Oktober | 21. Oktober | 17 |
| 3               | Matthias Höhn | Darsteller bei Berlin – Tag & Nacht, Teilnehmer bei Prominent getrennt (2023) | 5. Oktober | 21. Oktober | 17 |
| 4               | Alida Kurras  | Fernsehmoderatorin, Gewinnerin bei Big Brother (2000) | 5. Oktober | 21. Oktober | 17 |
| 5               | Mike Heiter   | Reality-TV-Teilnehmer u. a. bei Love Island (2017), Ich bin ein Star – Die große Dschungelshow (2021), Kampf der Realitystars (2021), Are You the One? (2023) und Ich bin ein Star – Holt mich hier raus! (2024), Gewinner von Das Sommerhaus der Stars (2019)                                                 | 5. Oktober | 21. Oktober | 17 |
| 6               | Max Kruse     | ehemaliger Fußball-Nationalspieler | 5. Oktober | 20. Oktober | 16 |
| 7               | Mimi Fiedler  | Schauspielerin | 5. Oktober | 19. Oktober | 15 |
| 8               | Sarah Wagner  | Webvideoproduzentin auf TikTok, Darstellerin bei Goodbye Deutschland! Die Auswanderer | 7. Oktober | 19. Oktober | 13 |
| 9               | Elena Miras   | Reality-TV-Star, Gewinnerin bei Love Island (2017), Das Sommerhaus der Stars (2019) und Kampf der Realitystars (2022), Teilnehmerin bei Ich bin ein Star – Holt mich hier raus! (2020), Promis unter Palmen (2021), Das große Promi-Büßen (2022) und Ich bin ein Star – Showdown der Dschungel-Legenden (2024) | 7. Oktober | 18. Oktober | 12 |
| 10              | Daniel Lopes  | Sänger, Teilnehmer bei Deutschland sucht den Superstar (2003) und Ich bin ein Star – Holt mich hier raus! (2012) | 5. Oktober | 17. Oktober | 13 |
| 11              | Cecilia Asoro | Reality-TV-Teilnehmerin u. a. bei Der Bachelor (2019), Prominent getrennt (2022), Are You the One? (2022), Ich bin ein Star – Holt mich hier raus! (2023), Bachelor in Paradise (2023) und Kampf der Realitystars (2024), Gewinnerin von Beauty & The Nerd (2021)                                              | 5. Oktober | 16. Oktober | 12 |
| 12              | Sinan Movez   | Webvideoproduzent auf TikTok | 5. Oktober | 15. Oktober | 11 |
| 13              | Bea Peters    | Promi-Reporterin | 5. Oktober | 14. Oktober | 10 |
| 14              | Verena Kerth  | TV- und Radiomoderatorin, Exfreundin von Marc Terenzi, Teilnehmerin bei Ich bin ein Star – Holt mich hier raus! (2023) | 5. Oktober | 14. Oktober | 10 |
| Anmerkungen: 1. |               | |            |             |    |

### Staffel 13 (2025)
Im Finale der 12. Staffel kündigte Marlene Lufen an, dass Promi Big Brother auch im Jahre 2025 in eine weitere Staffel gehen wird. Die 13. Staffel soll voraussichtlich am 6. Oktober 2025 starten.

## Zusätzliche Sendungen

### Livestream
Während Staffel 1 wurde ein Livestream in den Werbepausen und ein 2-Stunden-Livestream nach der Sendung auf Sky Deutschland angeboten. Ab Staffel 2 wurde ein 24-Stunden-Livestream von verschiedenen Anbietern (Staffel 2: Maxdome, Staffel 3: Sky Deutschland, Staffel 4: Bild) angeboten. Von den Staffel 5 bis 10 wurde kein Livestream mehr angeboten. In Staffel 11 wird erstmals erneut ein 24-Stunden-Livestream auf Joyn angeboten.

### Webformate
Während Staffel 1 wurde die Webshow von Etienne Gardé und Nils Bomhoff moderiert sowie während Staffel 2 von Cindy aus Marzahn und Ingo Wohlfeil. Während der Staffeln 3 und 4 wurde die Webshow alleine von Aaron Troschke moderiert. Die Webshow während Staffel 5 wurde erneut von Aaron Troschke moderiert, diesmal allerdings zusammen mit Melissa Khalaj. Von den Staffeln 6 bis 8 moderierte Troschke wieder die Webshow.
Während Staffel 6 wurde erstmals eine vierteilige Reality-Doku mit dem Titel Promi Big Brother – Der Tag danach online auf promibigbrother.de veröffentlicht, welche danach auch im Fernsehen ausgestrahlt wurde.
Während der Staffeln 7 und 8 moderierte Raffaela „Raffa“ Zollo das InstagramTV (IGTV) Angebot (Raffas Recap) des von Sat.1 betriebenen Sendungs-Accounts. In Staffel 8 moderierte Claudia Obert ein weiteres Webformat auf Joyn namens Oberts Märchenstunde.
Während den Staffeln 9 (2021) bis 12 (2024) wurde jeweils einen Tag vor dem offiziellen Start der Staffel, eine Pre-Show für die Community und für Journalisten unter dem Titel Promi Big Brother – Der Countdown ausgestrahlt. In der Live-Sendung, die exklusiv auf Joyn ausgestrahlt wurde, begrüßte Moderator Kevin Körber die beiden Moderatoren der Hauptshow, Marlene Lufen und Jochen Schropp. Außerdem gab es einen ersten Rundgang durch das neue Haus, weitere bisher nicht veröffentlichte Bewohner wurden verkündet und teils aus der Hotel-Quarantäne live zum Talk hinzugeschaltet. Die Community und die Journalisten hatten während der Sendung die Möglichkeit, ihre Fragen zur neuen Staffel direkt ins Studio zu stellen.

### Weitere TV-Formate
Während Staffel 1 wurde ein wöchentliches Vorabendmagazin unter dem Titel Promi Big Brother Inside auf Sat.1 ausgestrahlt.
Seit Staffel 2 wird eine von Jochen Bendel und Melissa Khalaj moderierte tägliche Live-Late-Night-Show ausgestrahlt. Mehr dazu unter Promi Big Brother – Die Late Night Show. Während Staffel 5 setzte die Show aus, da Bendel zur Hauptshow wechselte. Seit Staffel 9 wird sie, im Anschluss an die Hauptsendung, auch direkt auf Sat.1 ausgestrahlt.
Nach Staffel 3 wurde eine Spezialfolge unter dem Titel Promi Big Brother – Jetzt wird abgerechnet auf Sat.1 ausgestrahlt.
Während Staffel 8 wurde eine Spezialfolge unter dem Titel Märchenhaft! Das wahre Leben der „Promi Big Brother“-Bewohner auf Sat.1 ausgestrahlt.
Während Staffel 10 wurde eine Spezialfolge unter dem Titel Jeremy Fragrance – Number One: Von „Promi Big Brother“ zurück in die Welt auf Sat.1 ausgestrahlt.

## Mitwirkende

### Moderation
| Staffel | Moderator(en)  | Moderator(en)     | Sidekicks         | Sidekicks         |
| ------- | -------------- | ----------------- | ----------------- | ----------------- |
| 1       | Oliver Pocher  | Cindy aus Marzahn |                   |                   |
| 2       | Jochen Schropp |                   | Cindy aus Marzahn | Cindy aus Marzahn |
| 3       | Jochen Schropp |                   | Cindy aus Marzahn | Cindy aus Marzahn |
| 4       | Jochen Schropp | Désirée Nick      | Aaron Troschke 1  |                   |
| 5       | Jochen Schropp | Jochen Bendel     |                   |                   |
| 6       | Jochen Schropp | Marlene Lufen     |                   |                   |
| 7       | Jochen Schropp | Marlene Lufen     |                   |                   |
| 8       | Jochen Schropp | Marlene Lufen     |                   |                   |
| 9       | Jochen Schropp | Marlene Lufen     |                   |                   |
| 10      | Jochen Schropp | Marlene Lufen     |                   |                   |
| 11      | Jochen Schropp | Marlene Lufen     |                   |                   |
| 12      | Jochen Schropp | Marlene Lufen     | Aaron Troschke    | Aaron Troschke    |

| Staffel | Moderator(en) der TV-Formate | Moderator(en) der TV-Formate | Moderator(en) der Web-Formate | Moderator(en) der Web-Formate | Moderator(en) der Web-Formate |
| ------- | ---------------------------- | ---------------------------- | ----------------------------- | ----------------------------- | ----------------------------- |
| 1       | Jan Hahn                     | Jan Hahn                     | Etienne Gardé                 | Nils Bomhoff                  | Nils Bomhoff                  |
| 2       | Jochen Bendel                | Melissa Khalaj               | Cindy aus Marzahn             | Ingo Wohlfeil                 | Ingo Wohlfeil                 |
| 3       | Jochen Bendel                | Melissa Khalaj               | Aaron Troschke                |                               |                               |
| 4       | Jochen Bendel                | Melissa Khalaj               | Aaron Troschke                |                               |                               |
| 5       |                              |                              | Aaron Troschke                | Melissa Khalaj                | Melissa Khalaj                |
| 6       | Jochen Bendel 2              | Melissa Khalaj 3             | Aaron Troschke                |                               |                               |
| 7       | Jochen Bendel 2              | Melissa Khalaj 3             | Aaron Troschke                | Raffaela „Raffa“ Zollo        |                               |
| 8       | Jochen Bendel 2              | Melissa Khalaj 3             | Aaron Troschke                | Raffaela „Raffa“ Zollo        | Claudia Obert                 |
| 9       | Jochen Bendel 2              | Melissa Khalaj 3             | Kevin Körber                  | Kevin Körber                  | Kevin Körber                  |
| 10      | Jochen Bendel 2              | Melissa Khalaj 3             | Kevin Körber                  | Kevin Körber                  | Kevin Körber                  |
| 11      | Jochen Bendel 2              | Melissa Khalaj 3             | Kevin Körber                  | Kevin Körber                  | Kevin Körber                  |
| 12      | Jochen Bendel 2              | Melissa Khalaj 3             | Kevin Körber                  | Kevin Körber                  | Kevin Körber                  |

### Teilnehmer
Bis zu Staffel 7 nahmen zwölf Personen an der Show teil. Aufgrund der Nachrückkandidaten erweiterte sich das Teilnehmerfeld in den Staffeln 1, 4 und 6 auf dreizehn Personen. In Staffel 8 nahmen inklusive zwei Nachrückern achtzehn Kandidaten teil. Auch in Staffel 9 ergaben sich 18 Kandidaten, in Staffel 10 wurde auf 15 Kandidaten reduziert.
Bis zu Staffel 7 nahmen sechs Frauen und sechs Männer an der Show teil; der Nachrücker in den Staffeln 1, 4 und 6 war jeweils ein Mann. Je neun Männer und Frauen nahmen an den Staffeln 8 und 9 teil. In Staffel 10 nahmen acht Männer und sieben Frauen teil.
In allen bisherigen Staffeln gehörten zu den Teilnehmern stets nationale Schauspieler und Sänger. In neun von zehn Staffeln nahmen ehemalige Teilnehmer aus Der Bachelor und Ich bin ein Star – Holt mich hier raus! an der Show teil. Nationale Sportler starteten in sechs Staffeln, zwei Teilnehmer waren in zweiter Karriere Politiker. Die Staffel 1, 5 und 9 sind die drei einzigen Staffeln, in denen eine international bekannte Person an der Show teilnahm.

## Titelmusik
The Signal war der Titelsong von Staffel 1. Plastic Faces wurde in Staffel 1 als Übergang zu den Werbepausen genutzt. Seit Staffel 2 wird der Titelsong der jeweiligen Staffel auch als Übergang zu den Werbepausen genutzt.
| Jahr | Titel Interpreten                                                                        | Höchstplatzierung, Gesamtwochen, AuszeichnungChartplatzierungen (Jahr, Titel, Interpreten, Platzierungen, Wochen, Auszeichnungen, Anmerkungen) | Höchstplatzierung, Gesamtwochen, AuszeichnungChartplatzierungen (Jahr, Titel, Interpreten, Platzierungen, Wochen, Auszeichnungen, Anmerkungen) | Höchstplatzierung, Gesamtwochen, AuszeichnungChartplatzierungen (Jahr, Titel, Interpreten, Platzierungen, Wochen, Auszeichnungen, Anmerkungen) | Anmerkungen           |
| Jahr | Titel Interpreten                                                                        | DE | AT | CH | Anmerkungen           |
| ---- | ---------------------------------------------------------------------------------------- | --- | --- | --- | --------------------- |
| 2013 | The Signal Madcon                                                                        | DE54 (4 Wo.)DE | — | — | Titelmusik Staffel 1  |
| 2013 | Plastic Faces Miss Li                                                                    | DE57 (1 Wo.)DE | — | — | Titelmusik Staffel 1  |
| 2014 | Sex Love Rock N Roll (SLR) Arash feat. T-Pain                                            | DE52 (4 Wo.)DE | AT68 (2 Wo.)AT | — | Titelmusik Staffel 2  |
| 2015 | Come Together Echosmith                                                                  | — | — | — | Titelmusik Staffel 3  |
| 2016 | Rebellen Juno17                                                                          | — | — | — | Titelmusik Staffel 4  |
| 2017 | Frei Michi Bauereiß                                                                      | — | — | — | Titelmusik Staffel 5  |
| 2018 | Alles was ich will Brenner                                                               | — | — | — | Titelmusik Staffel 6  |
| 2019 | An guten Tagen Johannes Oerding                                                          | DE45 (1 Wo.)DE | — | CH85 (1 Wo.)CH | Titelmusik Staffel 7  |
| 2020 | Mehr davon Lotte                                                                         | — | — | — | Titelmusik Staffel 8  |
| 2021 | The Passenger David Hasselhoff                                                           | — | — | — | Titelmusik Staffel 9  |
| 2022 | Es geht um Alles Herr Wolfschmidt                                                        | — | — | — | Titelmusik Staffel 10 |
| 2023 | Grosser Bruder 2K23 (Bewohner-Edition) Promi Big Brother (Bewohner der elften Staffel)   | — | — | — | Titelmusik Staffel 11 |
| 2024 | Grosser Bruder 2K24 (Bewohner-Edition) Promi Big Brother (Bewohner der zwölften Staffel) | — | — | — | Titelmusik Staffel 12 |

### Duell-Songs
Seitdem die Duell-Arena (seit Staffel 7: Arena) in Staffel 3 (2015) eingeführt wurde, wird jedes Mal der Song The Hanging Tree von James Newton Howard feat. Jennifer Lawrence gespielt, wenn die Kandidaten in die Arena einlaufen. Die sanften Töne, die in dramatischen Situationen, wie z. B. einem Bereichswechsel oder einem Auszug eingespielt werden, stammen seit Staffel 5 (2017) aus dem Song Sehnsucht von Purple Schulz.

## Rezeption

### Einschaltquoten

#### Promi Big Brother
| Staffel | Folgen  | Zuschauer | Zuschauer   | Marktanteil | Marktanteil | Quelle |
| Staffel | Folgen  | Gesamt    | 14–49 Jahre | Gesamt      | 14–49 Jahre | Quelle |
| ------- | ------- | --------- | ----------- | ----------- | ----------- | ------ |
| 1       | 1–15    | 2,04 Mio. | 1,18 Mio.   | 9,4 %       | 13,7 %      | [ 37 ] |
| 2       | 16–30   | 2,92 Mio. | 1,54 Mio.   | 14,1 %      | 18,7 %      | [ 38 ] |
| 3       | 31–45   | 2,37 Mio. | 1,24 Mio.   | 12,7 %      | 17,6 %      | [ 39 ] |
| 4       | 46–60   | 2,00 Mio. | 0,95 Mio.   | 10,2 %      | 12,9 %      | [ 40 ] |
| 5       | 61–75   | 1,86 Mio. | 0,87 Mio    | 9,6 %       | 13,0 %      | [ 41 ] |
| 6       | 76–90   | 2,09 Mio. | 1,07 Mio.   | 10,8 %      | 16,9 %      | [ 42 ] |
| 7       | 91–105  | 2,01 Mio. | 0,96 Mio.   | 10,8 %      | 16,4 %      | [ 43 ] |
| 8       | 106–127 | 1,67 Mio. | 0,74 Mio.   | 8,1 %       | 13,0 %      | [ 44 ] |
| 9       | 128–149 | 1,25 Mio. | 0,48 Mio.   | 6,8 %       | 10,2 %      | [ 45 ] |
| 10      | 150–169 | 1,34 Mio. | 0,45 Mio.   | 8,1 %       | 11,2 %      | [ 46 ] |
| 11      | 170–184 | 1,62 Mio. | 0,56 Mio.   | 9,2 %       | 13,8 %      | [ 47 ] |

Die bisher höchste Zuschauerzahl beim Gesamtpublikum (3,21 Millionen Zuschauer) erreichte Sat.1 mit der Ausstrahlung der ersten Ausgabe der ersten Staffel am 13. September 2013. Der bisher höchste Marktanteil beim Gesamtpublikum (17,7 Prozent) wurde mit der Ausstrahlung der siebten Ausgabe der zweiten Staffel am 21. August 2014 erreicht. Die meisten Zuschauer aus der werberelevanten Zielgruppe (2,10 Millionen Zuschauer) schalteten ebenfalls am 13. September 2013 ein, als Sat.1 die Eröffnungsshow der ersten Staffel übertrug. Der bisher höchste Marktanteil aus der werberelevanten Zielgruppe (23,4 Prozent) wurde am 27. August 2015 erreicht, als Sat.1 die vorletzte Folge der dritten Staffel übertrug.
Die bisher niedrigste Zuschauerzahl beim Gesamtpublikum (1,30 Millionen Zuschauer) erreichte die zweite Ausgabe der achten Staffel am 8. August 2020 bei Sat.1. Der bisher niedrigste Marktanteil beim Gesamtpublikum (6,6 Prozent) wurde mit der Ausstrahlung der sechsten Ausgabe der ersten Staffel am 18. September 2013 erreicht. Die wenigsten Zuschauer aus der werberelevanten Zielgruppe (0,51 Millionen Zuschauer) wurde am 19. August 2020 (Staffel 8, Ausgabe 13) erreicht. Der bisher niedrigste Marktanteil aus der werberelevanten Zielgruppe (7,8 Prozent) wurde am 23. August 2020 erreicht, als Sat.1 die 17. Folge der achten Staffel übertrug. Im Gegenprogramm an diesem Tag lief das UEFA-Champions-League-Finale 2020.

#### Promi Big Brother – Die Late Night Show
| Staffel | Folgen  | Zuschauer | Zuschauer   | Marktanteil | Marktanteil | Quelle |
| Staffel | Folgen  | Gesamt    | 14–49 Jahre | Gesamt      | 14–49 Jahre | Quelle |
| ------- | ------- | --------- | ----------- | ----------- | ----------- | ------ |
| 1       | 1–14    | 0,38 Mio. | 0,17 Mio.   | 5,0 %       | 6,1 %       | [ 48 ] |
| 2       | 15–29   | 0,42 Mio. | 0,18 Mio.   | 5,5 %       | 5,3 %       | [ 49 ] |
| 3       | 30–44   | 0,33 Mio. | 0,13 Mio.   | 4,2 %       | 4,9 %       | [ 50 ] |
| 4       | 45–59   | 0,48 Mio. | 0,21 Mio.   | 5,5 %       | 6,4 %       | [ 51 ] |
| 5       | 60–74   | 0,41 Mio. | 0,18 Mio.   | 5,1 %       | 6,1 %       | [ 52 ] |
| 6       | 75–96   | 0,31 Mio. | 0,12 Mio.   | 3,3 %       | 3,8 %       | [ 53 ] |
| 7       | 97–118  | 0,61 Mio. | 0,22 Mio.   | 7,4 %       | 9,1 %       | [ 54 ] |
| 8       | 119–138 | 0,64 Mio. | 0,20 Mio.   | 10,0 %      | 12,2 %      | [ 55 ] |
| 9       | 139–153 | 0,72 Mio. | 0,21 Mio.   | 9,9 %       | 12,1 %      | [ 56 ] |

### Nominierung
- Deutscher Fernsehpreis
  - 2014: Nominierung in der Kategorie Beste/Bester Show-Moderator(en) (Publikumspreis) für Jochen Schropp